# Henry Lee III
Henry Lee III, også kaldet "Light Horse Harry", (29. januar 1756–25. marts 1818) var en kavaleriofficer i den Den kontinentale armé under Den amerikanske uafhængighedskrig. Han var guvernør i Virginia, var medlem af USAs kongres, og derudover var han fader til borgerkrigsgeneralen Robert E. Lee.

## Tidlige år og karriere
Lee blev født i nærheden af Dumfries i Virginia som søn af generalmajor Henry Lee II (1730–1787) fra "Leesylvania" og Lucy Grymes (1734–1792) kaldet "Lowland Beauty". Hans far var i familie med Richard Henry Lee, den sjette præsident for den Den kontinentale kongres. Hans mor var tante til Virginiaguvernøren Thomas Nelson Jr's kone. Hans oldemor Mary Bland var en grandtante til præsident Thomas Jefferson, og han stammede fra kong John af England, kong Edward I af England, kong Jean de Brienne af Jerusalem, kong Edward III af England og kong Pedro I af Castilien. Med henblik på en juridisk karriere tog han i 1773 eksamen fra College of New Jersey (nu Princeton University), men kort tid senere, ved udbruddet af Den amerikanske uafhængighedskrig, blev han general i revolutionshæren.

## Militær karriere
I 1776 blev han forfremmet til kaptajn for en afdeling dragoner fra Virginia, som var tilknyttet 1st Continental Light Dragoons, og i 1778 blev han forfremmet til major og fik kommandoen over et lille korps af irregulære styrker, med hvilke han vandt stort ry som leder af lette troppeenheder.
Hans tjeneste i hærens forpostlinje gav ham tilnavnet "Light Horse Harry". Hans største triumf var et fremragende overraskelsesangreb under Slaget ved Paulus Hook i New Jersey den 19. august 1779. For denne dåd modtog han en guldmedalje, en belønning som ingen anden under generalsrang fik tildelt i hele krigen. (Se også Opdagelse af medalje, som Kongressen gav til Lee Arkiveret 1. september 2006 hos  Wayback Machine). Medaljen kan ses sammen med andre genstande i Princeton Universitets møntsamling.
Han blev forfremmet til oberstløjtnant med et udvalgt korps af dragoner (Lee's Legion) og sendt til det sydlige operationsområde. Her gjorde han værdifuld tjeneste i sejre og nederlag, især i Slaget ved Guilford Court House, Slaget ved Camden og Slaget ved Eutaw Springs. Han var tilstede ved Charles Cornwallis' overgivelse ved Slaget ved Yorktown, men efterfølgende forlod han hæren på grund af dårligt helbred.
Under det famøse Whiskey-oprør, havde Lee kommandoen over de 13.000 militssoldater, som blev sendt af sted for at kvæle oprøret. Denne kommando eksisterede dog mere på papiret end i realiteten, da præsident George Washington og Alexander Hamilton, som begge var militærfolk, ledsagede ham.

## Ægteskab og familie
Mellem den 8. og den 13. april 1782 på "Stratford Hall Plantagen" giftede han sig med sin halvkusine, Matilda Ludwell Lee (1766–1790), som var kendt som "The Divine Matilda". Matilda var datter af Hon. Philip Ludwell Lee, Sr., Esq. (1727–1775) og Elizabeth Steptoe (1743–1789). Matildas mor giftede sig senere med Philip Richard Fendall I, Esq. (1734–1805). Philip endte med at gifte sig 3 gange, alle Lee-kvinder. Han var således fætter, svoger og stedfader for Light Horse Harry Lee. Fendall byggede det såkaldte "Lee-Fendall House" i Alexandria, Virginia, på jord, som han købte af Lee. Matilda fødte tre børn, inden hun døde i 1790.
Den 13. juni 1793 giftede Henry Lee sig med den velhavende Anne Hill Carter (som var 17 år yngre end han) på Shirley Plantagen. De fik 6 børn, hvoraf en døde som spæd i 1796. Deres 5. barn Robert E. Lee skulle senere opnå berømmelse som general for Amerikas Konfødererede Stater i den Amerikanske borgerkrig. Anne Hill Carter var datter af Charles Carter, Esq., fra Shirley, og hans kone Ann Butler Moore, og var en efterkommer af Virginiaguvernøren Alexander Spotswood og Robert Carter I, som også var en efterkommer efter Thomas More og kong Robert 2. af Skotland gennem den 2. jarl af Crawford..
Desværre for Lee og hans familie investerede han store summer i adskillige meget spekulative projekter, herunder partnerskab med Aaron Burr og købmanden Robert Morris. Selv om finansielle spekulationer ikke var ualmindelige blandt republikkens grundlæggere, var Lee bemærkelsesværdig inkompetent til at håndtere sin families finanser og udsatte den for økonomiske byrder. I 1810 måtte han sælge alle sine ejendele for at møde kravene fra sine kreditorer og blive løsladt fra gældsfængsel.

## Politik
I 1785 gav han George Washington tolv hestekastanje planter som et bevis på venskab. Washington gav senere to af dem til sin ven og adjudant general Robert Brown. Washington plantede sine ti træer på sit gods Mt. Vernon.
Brown plantede sine to ved sit hjem i Bath, Pennsylvania, nær East Allen Township; det eneste overlevende træ holdt i 136 år, indtil det blev ødelagt af lynet i 1928. I 1928 blev 876 af dets frugter fordelt til alle de daværende 48 statsuniversiteter og forskellige lande verden over. Dette symbol på venskab udadtil førte til anerkendelsen af Browns hestekastanje som Amerikas venskabstræ.
Fra 1786 til 1788 var Lee delegeret ved Den kontinentale kongres, og i sidstnævnte år ved Virginias konvent gik han ind for vedtagelsen af USA's forfatning. Fra 1789 til 1791 var han medlem af Virginias lovgivende forsamling, og fra 1791 til 1794 var han guvernør i Virginia.
I 1794 ledsagede Lee Washington for at hjælpe til ved undertrykkelsen af "Whiskey-oprøret" i det vestlige Pennsylvania. Et nyt county i Virginia blev opkaldt efter ham, mens han var guvernør. Henry Lee var generalmajor i U.S. Army 1798–1800. Fra 1799 til 1801 sad han i Repræsentanternes Hus. Han skrev den berømte sætning, om John Marshall brugte i sin tale til Kongressen ved George Washingtons død — "Forrest i krig, forrest i fred, og forrest i sine landsmænds hjerter."

## Død
Den 27. juli 1812 i Baltimore, mens han hjalp til med at modstå et angreb fra en Demokratisk-republikansk pøbel mod sin ven, Alexander Contee Hanson, redaktør af Baltimore Federal Republican, som var modstander af krigen i 1812, blev Lee så alvorligt såret, at han aldrig kom sig over det.
Lee og en snes føderalister havde søgt tilflugt i en tre-etagers kontorbygning i Charles Street. Med hjælp fra brigadegeneral John Stricker og andre af byens honoratiores overgav Lee og de øvrige sig dagen efter og blev eskorteret til distriktets fængsel en mile borte. Arbejderen George Woolslager anførte pøbelen, der trængte ind i fængslet og slog løs på de fængslede føderalister og Lee i de næste tre timer. En føderalist, James M. Lingan, døde.
Lee fik omfattende indre kvæstelser såvel som sår på hoved og ansigt, og selv hans taleevne blev påvirket. Senere sejlede han til Vestindien i et forsøg på at hele sårene. Han døde på "Dungeness" den 25. marts 1818 (Dungeness var bygget på Cumberland Island i Georgia af Nathanael Greene som sommerbolig). Greenes datter Louisa ejede huset på det tidspunkt, hvor Lee døde.
Lee blev begravet med fuld militær honnør fra en amerikansk flåde, som var stationeret nær St. Marys. I mange år lå hans lig på den samme lille kirkegård som Louisas mor, Catherine, men i 1913 blev hans rester flyttet til Lee-familiens krypt i Lee Chapel på universitetsområdet ved Washington and Lee University i Lexington, Virginia.
Lee skrev den værdifulde Memoirs of the War in the Southern Department (1812; 3. udg., med erindringer fra sønnen Robert E. Lee, 1869), mens han var i gældsfængsel.
Hans bror Richard Bland Lee sad i USA's kongres i 3 perioder.

### Baltimore optøjerne i 1812
- samtidig beretning
- en sammenfatning Arkiveret 30. januar 2009 hos  Wayback Machine